# نظام لوران الملاحي

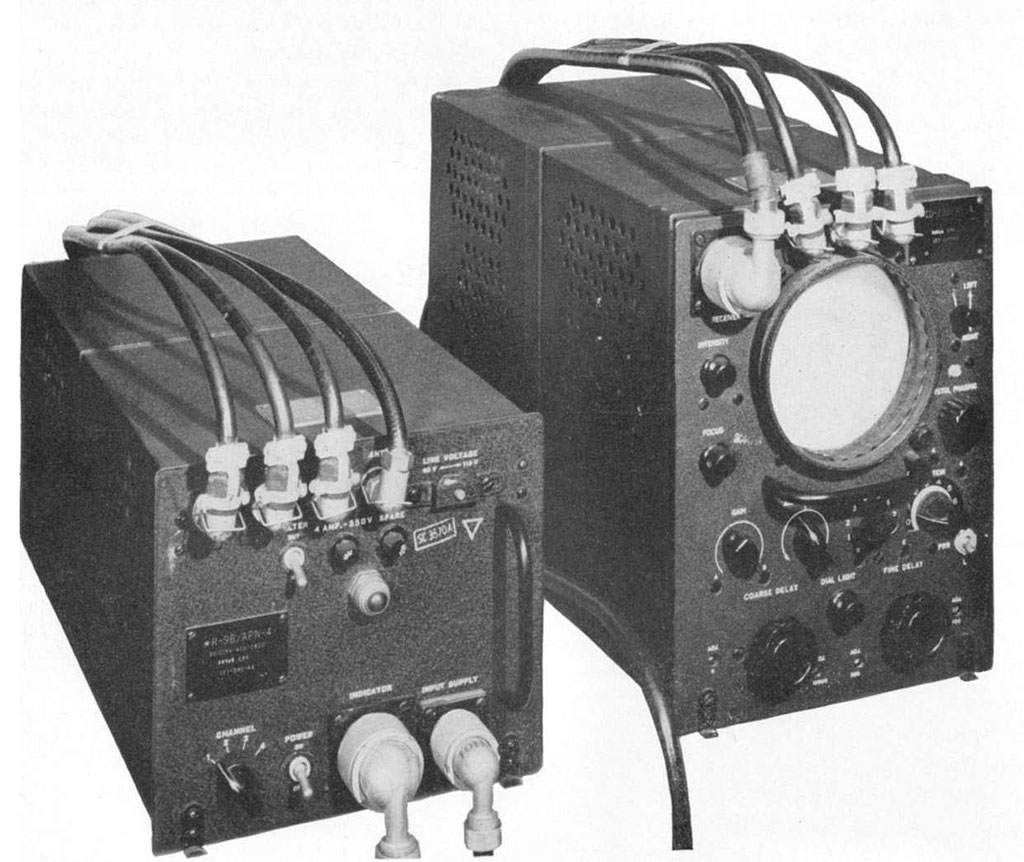
مستقبل لوران AN/APN-4 وهو مستقبل محمول جوا استخدم في الستينات. صمم في قطعتين كما في الشكل ليحاكي نظام جي البريطاني وكان يمكن استبداله به بسهولة

نظام لوران الملاحي (بالانكليزية: LORAN) هو نظام ملاحة قطع زائد طويل المدى تم تطويره من قبل الولايات المتحدة الأمريكية خلال الحرب العالمية الثانية. كلمة LORAN هي اختصار لـ Long Range Navigation وتعني ملاحة طويلة المدى. كان نظام لوران شبيها بنظام جي (Gee) البريطاني ولكنه يعمل على ترددات أخفض ليزيد من مداه حتى 1500 ميلا بدقة تحديد موقع ضمن عشرات الأميال. كان أول استخدام هذا النظام قوافل السفن العابرة المحيط الأطلسي ومن ثم استُخدم على طائرات المراقبة طويلة المدى ولكن استخدامه الأساسي جاء بشكل أساسي على السفن والطائرات العاملة في المحيط الهادي.
كانت تكلفة تركيب نظام لوران بتصميمه الأول عالية الثمن واحتاج إلى شاشة عرض من نوع انبوب إشعاع كاثود. حد غلاء الثمن من استخدام النظام لأغراض أخرى غير الأغراض العسكرية والأغراض التجارية الكبيرة. ولم ينتشر استخدامه هذا النظام على نطاق واسع، فبينما تم تطوير مستقبلات جديدة للنظام في الخمسينيات حصل أيضا تطور مواز لأنظمة أخرى أكثر دقة. بدأت البحرية الأمريكية بتطوير نظام لوران-ب (Loran-B) والذي تمتع بدقة أعلى تصل إلى بضعة عشرات الأقدام ولكن هذا النظام عانى أيضا من مشاكل تقنية عديدة. بشكل مواز، عملت القوات الجوية الأمريكية على فكرة مختلفة سميت سايكلان (Cyclan) والتي اعتمدتها البحرية وتولت مسؤولية النظام تحت اسم لوران-سي (Loran-C). تمتع نظام لوران-سي بمدى أطول من مدى نظام لوران الأول وبدقة تحديد موقع ضمن مئات الأقدام. استلم حرس السواحل الأمريكية مسؤولية التحكم بالنظامين (لوران ولوران-سي) في العام 1958.
بالرغم من التطور الجذري في أداء لوران-سي فإن نظام لوران (والذي بات يعرف اليوم بلوران-ايه Loran-A أو LORAN بأحرف كبيرة) حظي بنسبة استخدام أكبر في تلك الفترة. يعود السبب في ذلك الأمر إلى العدد الكبير من وحدات اللوران-ايه التي قامت البحرية الأمريكية بالتخلي عن احتكارها لاستبدالها بأنظمة لوران-سي الأحدث على طائراتها وسفنها.
قاد انتشار الالكترونيات الدقيقة الرخيصة في فترة الثمانينيات إلى انخفاض ملحوظ في أسعار مستقبلات لوران-سي لينما بدأ استخدام وحدات لوران-ايه بالتراجع بسرعة. بدأ التخلي عن أنظمة لوران-ايه في السبعينات، بقيت هذه الأنظمة عاملة في أمريكا الشمالية لغاية الثمانينات وفي باقي أنحاء العالم لغاية 1985. بقيت إحدى سلاسل انظمة لوران-ايه تعمل في اليابان حتى 9 أيار\مايو 1997 وسلسلة أخرى في الصين حتى العام 2000.
استخدم نظام لوران-ايه نفس الترددات التي يستخدمها نظام لاسلكي الهواة - حزمة الـ160 متر وكان مشغلو الموجات اللاسلكية يخضعون لقوانين حازمة تجبرهم على العمل على استطاعات منخفضة. حيث لم يكن يستطع مشغلو اللاسلكي في أمريكا مثلا من تجاوز 200 إلى 500 واط خلال النهار و 50 إلى 200 واط في الليل وذلك تبعا لبعدهم عن البحر.

## مبدأ العمل

تمثيل مبسط لمبدأ عمل ملاحة القطع الزائد بين محطتي إرسال (سيد وخادم) الخادم يمتلك مستقبل مهمته اصدار الامر لمرسل الخادم بارسال الاشارة حال استلام إشارة السيد وذلك لضبط توقيت إرسال الاشارات بدون الحاجة لساعة الكترونية.

يعمل نظام اللوران بطريقة ملاحة القطع الزائد. يمكن تقسيم أنظمة ملاحة القطع الزائد إلى نوعين أساسيين، الأول يحسب فارق التوقيت بين نبضتين لاسلكيتين، والثاني يقارن فرق الطور بين موجتين مستمرتين. سنشرح هنا طريقة حساب فارق التوقيت فقط (النوع الأول).
لنفترض لدينا مرسلين لاسلكيين على بعد 300 كيلومتر فيما بينها. يعني هذا أن الإشارة اللاسلكية من أحدهما تحتاج إلى 1 ميلي ثانية للوصول إلى المرسل الآخر باعتبار أنها ننتقل بسرعة الضوء. لنفترض أن المحطة رقم 2 مجهزة بمستقبل. مهمة هذا المستقبل هي أنه عندما يستقبل إشارة من المحطة رقم 1 فإنه يعطي أمرا إلى مرسل المحطة رقم 2 بارسال إشارة. يعني هذا أننا دائما نضمن أن المحطة رقم 2 سترسل إشارة بعد 1 ميلي ثانية من إصدار المحطة رقم 1 لاشارتها. في التطبيق العملي يتم إضافة زمن ثابت لتعويض ضياعات الوقت في الاجهزة الاكترونيات.
لنفترض أن لدينا مستقبل محمول متمركز على الخط الواصل بين المحطتين والذي يسمى الخط الأساسي (Baseline)، ولنفترض أن هذا المستقبل موجود في نقطة المنتصف لهذا الخط. هذا يعني أن الاشارات المرسلة من كل من المحطتين ستحتاج إلى 0.5 ثانية لتصل إلى المستقبل. بمعرفة هذا الزمن فقط فيمكننا حساب أن المستقبل يقع على بعد 150كيلومتر عن كل من المحطتين. في حال تحرك المستقبل لمكان اخر على طول الخط الأساسي فان زمن استقبال الاشارات سيتغير مما سيمكننا من تحديد الموقع الجديد. على سبيل المثال إذا كان زمن استقبال الاشارتين هو 0.25 و0.75 ميلي ثانية فهذا يعني ان المستقبل هو على بعد 75 كيلومتر من المحطة القريبة و225 كيلومتر عن المحطة البعيدة. إذا تحرك المستقبل خارج الخط الأساسي فسنحصل على قياسات جديدة لزمن استقبال الاشارات لكن في هذه الحالة فان الموقع المحسوب سيحتمل أن يكون إحدى نقطتين متناظرتين بالنسبة للخط الأساسي. عندها فإننا سنحتاج إلى مرسل آخر لتأكيد أي النقطتين المحتملتين هو الموقع الصحيح.

## مبدأ عمل نظام لوران
يعمل نظام نظام لوران عادة بسلاسل من ثلاث أو اربع محطات، يعمل أحدها كمحطة أولية وتتم مواءمته بشكل منفصل مع المحطات الثانوية في السلسلة. بفرض أن السلسلة مكونة من محطة أولية ومحطتين ثانويتين يقوم الزوج المكون من المحطة الأولية والمحطة الثانوية رقم 1 بتحديد منحى لتموضع للمستقبل بسحب مبدأ العمل المشروح في الفقرة السابقة (أي حساب الفارق الزمني بين توقيت استلام نبضة كل محطة من قبل المستقبل) و يقوم الزوج المكون من المحطة الأولية والمحطة الثانوية رقم 2 بتحديد منحى اخر يتقاطع مع المنحى الأول ليحدد موقع المستقبل بالنسبة للمحطات الثلاث.

### فواصل التكرار لسلسلة لوران (GRI)
تستخدم كل سلسلة من سلاسل نظام لوران حول العالم ما يسمى رقم «مدة فاصل تكرار» خاصة بها. يعبر هذا الرقم (عند ضربه بـ10) عن عدد المايكروثانية الفاصلة بين نبضات كل محطة من محطات السلسلة. عادة ما يكون هذا الرقم من مضاعفات الـ 100 مايكروثانية. وعادة مايرمز لسلسلة اللوران بهذا الرقم فمثلا GRI7030 هو رمز نظام اللوران-سي المركب في محطة الشيخ حميد في شمال غرب المملكة العربية السعودية ويدل على أن مدة فاصل تكرار النبضات هو 70300 مايكروثانية.

### المرسلات والهوائيات
تعمل مرسلات انظمة لوران - سي على استطاعة عظمي بين 100 و4000 كيلوواط وهو مجال يشابه مجال عمل محطات بث الموجة الطويلة. وغالبا ما يتم تركيب المرسلات على أبراج إرسال بارتفاع بين 190 و220 مترا تكون معزولة عن الأرض.
تبث كل هوائيات انظمة لوران-سي بشكل «متعدد الاتجاه» (omnidirectional).

## محطات نظام لوران - ايه
تم بناء محطات انظمة اللوران بنظام أزواج، سيد وخادم، يفصل بينهما حوالي 600 ميل (970 كيلومتر). كل زوج يبث على واحدة من أربع ترددات وهي 1.75، 1.85، 1.9 أو 1.95 ميغاهرتز. في اماكن تغطية انظمة اللوران كان من الممكن غالبا لأي مستقبل أن يرى إشارة ثلاث محطات في نفس الوقت لذلك كان هنالك حاجة لايجاد طريقة للتعرف على تابعية تلك الإشارات (ما هو زوج المحطات الذي تتبع له). اعتمد نظام اللوران لهذا الغرض استخدام طريقة تمايز تردد تكرار النبضة بحيث ترسل كل محطة 40 نبضة بتردد 33.3 أو 25 نبضة بالثانية.
كان يتم التعرف على المحطات برمز بسيط عبارة عن رقم يشير إلى حزمة التردد ورقم اخر لترتيب المحطة في «السلسلة». على سبيل المثال لنفرض لدينا ثلاث محطات (سيد وخادمين) يتم ترميزهما بشكل زوجين هما 2L 0 و 2L 1. يشير هذا الرمز أن الزوجين يعملان على الموجة رقم 2 وهي 1.85 ميغاهيرتز ويستخدمان تردد تكرار منخفض (L من Low) أي 25 نبضة بالثانية. أيضا يشير الـ 0 إلى أن هذا الزوج يعمل على التكرار الاساسي (أي 25 نبضة بالثانية) بينما الرقم واحد يشير إلى أن زوج المحطتين يستخدم تردد تكرار نبضة مختلف. فمثلا كان بامكان النظام أن يغير تردد تكرار النبضة من {\displaystyle 25} إلى {\displaystyle 25{\tfrac {7}{16}}} في حالة اسستخدام تكرار منخفض، ومن {\displaystyle 33{\tfrac {1}{3}}} إلى {\displaystyle 34{\tfrac {1}{9}}}.

## نظام لوران - سي وإي لوران في المملكة العربية السعودية

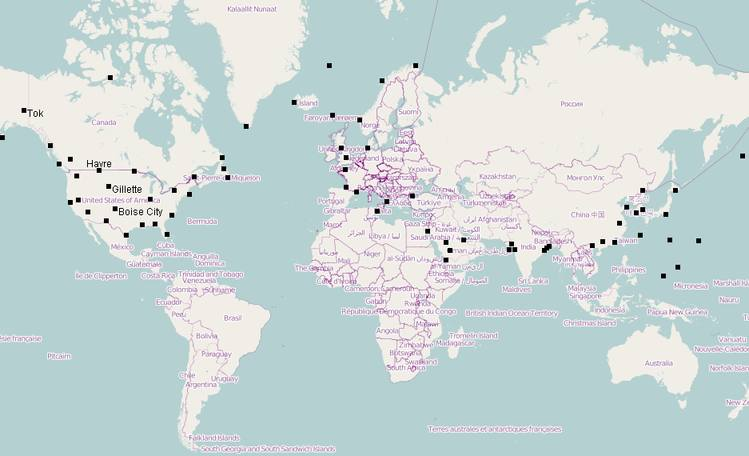
أماكن محطات نظام لوران في العالم.

تمتلك المملكة العربية السعودية أربعة محطات لوران-سي مبينة في الجدول التالي جرى تركيبها ثمانينات القرن الماضي وجرى تحديثها لنظام e-LORAN ليصبح النظام قادرا على تقديم خدمة تحديد موقع تفاضلي (differential GPS) في الأراضي السعودية ولملاحة السفن من شرق المتوسط وعلى طول البحر الأحمر وبالتالي يعمل هذا النظام أيضا كنظام احتياطي في حال حدوث ثغرة في تغطية نظام الـGPS. توضح الخريطة الجانبية أماكن وجود محطات اللوران حول العالم.
| المحطة            | السلسلة                                           | GRI                                   | الاحداثيات                 | ملاحظات     |
| ----------------- | ------------------------------------------------- | ------------------------------------- | -------------------------- | ----------- |
| عفيف (محطة أولية) | 1- جنوب المملكة السعودية 2- شمال المملكة السعودية | 7030 لسلسلة الجنوب 8830 لسلسلة الشمال | 23°48′36.66″N42°51′18.17″E | 400 كيلوواط |
| الخمسين           | 1- جنوب المملكة السعودية 2- شمال المملكة السعودية | 7030 لسلسلة الجنوب 8830 لسلسلة الشمال | 20°28′2.34″N44°34′51.9″E   |             |
| الموسم            | 1- جنوب المملكة السعودية 2- شمال المملكة السعودية | 7030 لسلسلة الجنوب 8830 لسلسلة الشمال | 16°25′56.87″N42°48′6.21″E  |             |
| الشيخ حميد        | 1- جنوب المملكة السعودية 2- شمال المملكة السعودية | 7030 لسلسلة الجنوب 8830 لسلسلة الشمال | 28°9′15.87″N34°45′41.36″E  | 100 كيلوواط |